# Місія неможлива: Нація ізгоїв
«Місія неможлива: Нація вигнанців» (англ. Mission Impossible: Rogue Nation) — американський шпигунський бойовик 2015 року, знятий Крістофером Маккворрі. Продовження фільму «Місія неможлива: Протокол „Фантом“» (2011) та п'ята частина в серії фільмів «Місія неможлива».
Прем'єра фільму в США відбулася 31 липня 2015 року. В український широкий прокат стрічка вийшла 5 серпня 2015 року.

## Сюжет
У вступному епізоді загін «Місія нездійсненна» (ЗМН) запобігає перекидання партії нервово-паралітичного газу членами терористичної групи «Синдикат» поблизу Мінська. Ітан Гант, бувши в Лондоні, вирушає на явку під виглядом магазину грамплатівок, яка виявляється провалена. Невідомий, убивши господиню явки, замикає агента в кімнаті зі снодійним газом. Гант отямлюється в ув'язненні, але йому вдається втекти за допомогою жінки з-поміж злочинців, які його утримували.
Вільям Брандт і директор ЦРУ Алан Ханлі відповідають перед урядовою комісією про роботу ЗМН, пригадуючи Ітану Ганту крадіжку списку агентів ЦРУ під прикриттям і терористичну атаку в Москві. Брандт намагається донести до комісії підозри про існування потужної терористичної організації, відомої як «Синдикат», яка будує плани про новий світовий порядок. Проте комісія, вислухавши докази Ханлі, видає розпорядження про призупинення діяльності загону через застарілі методи й відсутність прозорості. На Ітана Ганта оголошено полювання, і в ньому вимушено беруть участь колишні члени ЗМН. Проходить 6 місяців. ЦРУ безрезультатно шукає його по всій земній кулі. Тим часом агент Гант, аналізуючи ситуацію, знаходить підтвердження існування «Синдикату», «племені ізгоїв» з-поміж колишніх співробітників спецслужб. За таємною організацією значиться кілька найбільших терактів з безліччю жертв. У пошуках виходу на верхівку «Синдикату» Ітан звертається за допомогою до Бенджі Данна і той, без відома нового керівництва, прибуває до Відня з нібито виграними ним квитками в оперу.
Колеги по ЗМН зустрічаються в будівлі Віденської опери на постановці опери «Турандот». Гант припускає замах на канцлера Австрії, який відвідав оперу. Гант виявляє відразу трьох снайперів і запобігає замахові, проте пізніше канцлер гине від вибуху у своїй машині. Одним зі снайперів виявилася та сама жінка, яка звільнила його, та назвалася Ілзою Фауст. Вона розповідає про себе, як про агента MI6, яку заслали в «Синдикат». Замах міг допомогти заслужити довіру керівника Синдикату, але операція провалилася. Ілза просить відпустити її й залишає слід де її шукати.
Бенджі й Гант переїжджають в Марокко. До операції підключаються Брандт і колишній член ЗМН Лютер Стікелл. У Марокко Ілза повідомляє, що вона близька до керівника «Синдикату» Соломону Лейна. Організація полює за секретним сховищем даних на весь «Синдикат», що зберігається в підводному бункері під електростанцією. Для подолання системи захисту Ітан змушений, затримавши подих, пірнути в бункер і деактивувати систему, ледь не втративши життя. Його рятує Ілза, а Бенджі забирає флешдиск з даними. Відкрити зашифровані дані відразу не вдається, тому що вони виявилися «червоним портфелем» — використання дуже складної шифрувальної технології, яка вимагає для відкриття зчитування сітківки ока, відбитка пальця і голосу людини, записаних в програмний код. Цією людиною виявляється Прем'єр-міністр Великої Британії.
За паролем до «червоного портфеля» загін переміщується в Лондон. Ілза зв'язується зі своїм куратором в MI6 Етлі, передає флешдиск і просить вивести її з гри, бо своє завдання вона вже виконала. Етлі відмовляє їй і непомітно стирає дані з диска. Копія диска залишається у Бенджі. Під час зустрічі ЗМН з Ілзою, бойовики «Синдикату» крадуть Бенджі. Погрожуючи розправою над ним, вони вимагають передати їм розкритий «червоний портфель». Ітан погоджується, але для розкриття шифру необхідний особисто прем'єр-міністр Великої Британії. ЗМН доводиться піти на операцію з захоплення глави країни, до якої підключають і Ханлі.
Операція проведена за кілька годин. Прем'єр-міністр під впливом препаратів відкриває «портфель» своїми біометричними даними та прочитавши кодову фразу (фрагмент вірша «Якщо …» Кіплінга). Також в момент захоплення Етлі, нарешті, визнає, що існування «Синдикату» організовано британською розвідкою, як аналог ЗМН, але він вийшов з-під контролю, а все фінансування було закодовано прем'єр-міністром, ще коли проєкт був у зародку. У «червоному портфелі» виявляються деталі банківських рахунків на суму кілька мільярдів доларів. Ітан знищує диск. Вирушивши на зустріч з Соломоном, він вимагає відпустити Бенджі, начиненого вибухівкою, стверджуючи, що дані про кошти, які необхідні терористам, залишилися тільки у нього в пам'яті. Ітан при цьому каже, що розуміє Соломона, дивлячись на лідера «Синдикату», з урахуванням свого досвіду знайомств з такими агентами-ренегатами як Джим Фелпс і Шон Амброуз. Соломон погоджується і починає переслідування Ітана. Наприкінці Гант заманює Соломона в пастку і затримує терориста всередині куленепробивного куба зі скла, куди закачує снодійний газ (повторюючи їхню зустріч у магазині грамплатівок). Куб переправляється до поліції, а Ільза їде, заздалегідь сказавши Ітану, що він знає де її знайти.
У фіналі Брандт і Ханлі знову постають перед комісією. Цього разу Ханлі захищає ЗМН і пропонує знову легалізувати діяльність загону, кажучи що його колишні свідчення були вивертом для прямого карт-бланшу ЗМН для затримання «Синдикату». Після засідання Брандт говорить Ханлі: «Ласкаво просимо до загону».

## У ролях
| Актор            | Роль                             |
| ---------------- | -------------------------------- |
| Том Круз         | Ітан Гант                        |
| Саймон Пегг      | Бенджі Данн                      |
| Джеремі Реннер   | Вільям Брандт                    |
| Вінг Реймс       | Лютер Стікелл                    |
| Ребекка Фергюсон | Ільза Фауст                      |
| Шон Гарріс       | Соломон Лейн лідер «Синдикату»   |
| Саймон Макберні  | Містер Еттлі                     |
| Том Голландер    | Прем'єр-Міністр Великої Британії |
| Алек Болдвін     | директор ЦРУ Ганлі               |
| Чжан Цзіньчу     | аналітик ЦРУ                     |
| Алек Утгофф      | член екіпажу A400                |
| Герміона Корфілд | дівчина в магазині               |
| Чарльз Бабалола  | співробітник ЦРУ                 |

## Виробництво
Режисер та сценарист фільму — Крістофер Маккворрі. Том Круз вп'яте зіграв головного героя, Ітана Ганта. Також серед акторів попередніх частин у фільмі зіграли Вінг Реймс, Джеремі Реннер та Саймон Пегг.
Реліз фільму в Україні відбувся 6 серпня 2015 року.